# J. 한스 D. 옌젠
요하네스 한스 다니엘 옌젠(Johannes Hans Daniel Jensen, 1907년 6월 25일 ~ 1973년 2월 11일)은 독일의 핵물리학자이다. 제2차 세계 대전 동안 그는 우라늄 클럽에 참가해 우라늄 동위원소 분리에 공헌을 했다. 전쟁 직후 그는 하이델베르크 대학교의 교수가 되었다. 위스콘신 대학교 매디슨, 프린스턴 고등연구소, 인디애나 대학교, 캘리포니아 공과대학교의 초빙 교수이기도 했다. 1963년에 원자핵 껍질 모형을 제시한 공로로 마리아 괴퍼트메이어와 공동으로 노벨 물리학상을 수상했다.

## 교육
1926년부터 1931년까지 프라이부르크 대학교와 함부르크 대학교에서 물리학, 수학, 물리화학, 철학을 공부했다. 그리고 함부르크 대학교에서 빌헬름 렌츠 교수 밑에서 1932년에 박사 학위를 수여받았다. 1936년에야 그는 공부를 마쳤다.

## 경력
1937년, 함부르크 대학교의 객원 강사로서 물리화학과의 책임자이자 독일 육군 병기국(HWA)의 폭발물 분야 고문인 파울 하르텍과 함께 일하게 되었다. 파울 하르텍과 그의 조교수 빌헬름 그로스는 독일 제국 국방성(RKM)과 핵 연쇄 반응의 무기 응용 방안에 관해 접촉하던 중이었다. 그러한 일련의 과정으로 인해 독일 제국의 핵무기 개발에 대한 회의인 우라늄 클럽이 1939년 9월 1일에 시작되었는데 우라늄 클럽의 참가자 중 하나였던 파울 하르텍에 의해 회의에 참여하게 되었다. 그가 착수한 첫 번째 일은 우라늄의 동위원소를 분리할 수 있는 두 개의 원심분리기를 만드는 일이었다. 그는 파울 하르텍과 함께 그것의 개발에 성공했다.
1941년, 하노버 대학교(당시에는 Technische Hochschule Hannover, 하노버 공학대학교 였음)에서 C3 교수(독일에서, 두 부류의 계약직 교수 중 상위의 직책)가 되었다. 1946년에는 하이델베르크 대학교의 C4 교수(독일에서 정교수를 의미하는 말)가 되었고 그 대학교에서 1969년부터 은퇴 이후에도 교수직은 유지하는 형태의 교수(emeritus praecox)가 되었다. 위스콘신 대학교 매디슨(1950년), 프린스턴 고등연구소(1952년), 인디애나 대학교와 캘리포니아 공과대학교(1953년)의 초빙 교수이기도 했다.
1963년, 마리아 괴퍼트메이어와 함께 원자핵 껍질 모형을 제시한 공로로 그 둘은 대칭 입자를 발견한 유진 폴 위그너와 함께 노벨 물리학상을 받았다.